# 喜冷中镖水蚤
喜冷中镖水蚤（学名：Sinodiaptomus chaffanjoni）为镖水蚤科中镖水蚤属的动物。分布于蒙古以及中国大陆的黑龙江省、吉林等地，多见于东北地区的池塘中。